# 瓦西莉基·亚历山德里
瓦西莉基·亚历山德里（Vasiliki Alexandri，1997年9月15日—），希腊、奥地利女子花样游泳运动员，2023年世界游泳锦标赛女子单人技术自选和女子单人自由自选银牌得主。